# ハート・スティル・ビーティング (ライヴ・イン・フランス1982)
『ハート・スティル・ビーティング (ライヴ・イン・フランス1982)』（Heart Still Beating）は、1990年に発表されたロキシー・ミュージックの3作目のライヴ・アルバムである。1982年8月27日のフレジュス公演の模様が収録された。

## 解説

### 経緯
通算8作目のスタジオ・アルバム『アヴァロン』は1982年5月に発表され、全英アルバムチャートの1位を記録したあと、トップ75に一年以上登場し続けた。同アルバム発表後のツアーは、1982年8月中旬から10月1日までヨーロッパ各国とイギリス、1983年2月に日本、同年4月末から5月末までアメリカとカナダで行なわれた。
メンバーは、ブライアン・フェリー、フィル・マンザネラ、アンディ・マッケイに加えてアラン・スペナー（ベース）、ニール・ハバード（ギター）、アンディ・ニューマーク（ドラム）、ガイ・フレッチャー（キーボード）、ジミー・マーレン（パーカッション）、フォンジ・ソ―ントン（バック・ヴォーカル）、ミシェル・コブス（バック・ヴォーカル）、タワサ・アジー（バック・ヴォーカル）の計11名。スペナー、ハバード、ニューマーク、マーレン、ソ―ントンは『アヴァロン』の制作に参加したミュージシャンである。
1982年8月27日のフレジュス公演の模様は1983年にVHS『ザ・ハイ・ロード』として発表された。

### 内容
本作にはフレジュス公演の模様が収録されているが、VHS『ザ・ハイ・ロード』とは曲順が異なる。また『ザ・ハイ・ロード』には収録されなかった「インディア」と「インポッシブル・ギター」が収録された。前者はテープによる再生で、コンサートの冒頭に流されたものである。

## 収録曲
| #         | タイトル                                               | 作詞・作曲                            | 原曲                                                                                             | 時間  |
| --------- | ------------------------------------------------------ | ------------------------------------- | ------------------------------------------------------------------------------------------------ | ----- |
| 1.        | 「インディア India」                                   | Bryan Ferry（インストゥルメントタル） | アルバム『アヴァロン』（1982年）                                                                 | 0:53  |
| 2.        | 「キャント・レット・ゴー Can't Let Go」                | Ferry                                 | ブライアン・フェリー、アルバム『ベールをぬいだ花嫁』（1976年）                                   | 5:20  |
| 3.        | 「我が胸のときめきを While My Heart Is Still Beating」 | Ferry, Andy MacKay                    | アルバム『アヴァロン』                                                                           | 3:52  |
| 4.        | 「アウト・オブ・ザ・ブルー Out of the Blue」           | Ferry                                 | アルバム『カントリー・ライフ』（1974年）                                                         | 4:26  |
| 5.        | 「ダンス・アウェイ Dance Away」                        | Ferry                                 | アルバム『マニフェスト』（1979年）                                                               | 3:45  |
| 6.        | 「インポッシブル・ギター Impossible Guitar」           | Phil Manzanera                        | フィル・マンザネラ、アルバム『プリミティブ・ギターズ』（1982年）                                 | 3:41  |
| 7.        | 「ヨーロッパ哀歌 A Song for Europe」                   | Ferry                                 | アルバム『ストランデッド』（1973年）                                                             | 6:27  |
| 8.        | 「恋はドラッグ Love Is the Drug」                      | Ferry                                 | アルバム『サイレン』（1975年）                                                                   | 3:52  |
| 9.        | 「ライク・ア・ハリケーン Like a Hurricane」            | Neil Young                            | ニール・ヤング・アンド・クレイジー・ホース、アルバム『アメリカン・スターズン・バーズ』（1977年） | 7:43  |
| 10.       | 「マイ・オンリー・ラヴ My Only Love」                  | Ferry                                 | アルバム『フレッシュ・アンド・ブラッド』（1980年）                                               | 7:16  |
| 11.       | 「ボス・エンズ・バーニング Both Ends Burning」         | Ferry                                 | アルバム『サイレン』                                                                             | 5:32  |
| 12.       | 「アヴァロン Avalon」                                  | Ferry                                 | アルバム『アヴァロン』                                                                           | 4:23  |
| 13.       | 「エディションズ・オブ・ユー Editions of You」         | Ferry                                 | アルバム『フォー・ユア・プレジャー』（1973年）                                                   | 4:10  |
| 14.       | 「ジェラス・ガイ Jealous Guy」                         | John Lennon                           | ジョン・レノン、アルバム『イマジン』（1971年）                                                   | 6:32  |
| 合計時間: | 合計時間:                                              | 合計時間:                             | 合計時間:                                                                                        | 67:52 |

## 参加メンバー
- ブライアン・フェリー　Bryan Ferry – ボーカル
- フィル・マンザネラ　Phil Manzanera – ギター
- アンディ・マッケイ　Andy MacKay – サクソフォーン

- ニール・ハバード　Neil Hubbard – ギター
- アラン・スペナー　Alan Spenner – ベース
- ガイ・フレッチャー　Guy Fletcher – キーボード
- アンディ・ニューマーク　Andy Newmark – ドラムス
- ジミー・マーレン　Jimmy Maelen – パーカッション
- フォンジ・ソーントン　Fonzi Thornton – バック・ボーカル
- ミシェル・コブス　Michelle Cobbs[3] – バック・ボーカル
- タワサ・アジー　Tawatha Agee – バック・ボーカル